# Denny Landzaat
Denny Domingoes Landzaat, nizozemski nogometaš in trener, * 6. maj 1976, Amsterdam, Nizozemska.
Landzaat je nekdanji nogometni vezni igralec.